# Vertainspitze
Vertainspitze lub Vertain Spitze, wł. Cima Vertana – szczyt  w Tyrolu Południowym (od 1919 r. pod administracją włoską).  Należy do Masywu Ortleru w Alpach Retyckich.  Góra ma dwa wierzchołki: wyższy, o wysokości 3545 m i niższy, o wysokości 3389 m.
Vertainspitze góruje nad trzema dolinami: Suldental, Zaytal z lodowcem Zaytalferner i Rosimtal z dwoma lodowcami Rosinferner i Laasferner. W pobliżu leżą szczyty Hohe Angelusspitze (3521 m), oddzielony od Vertainspitze przełęczą Angelus Scharte (3337 m), oraz Punta di Scudo (3461 m) oddzielony przełęczą Rosimjoch (3288 m).
Pierwszego wejścia dokonali 28 sierpnia 1865 r. Julius Payer i Johann Pinggera.